# 楯無

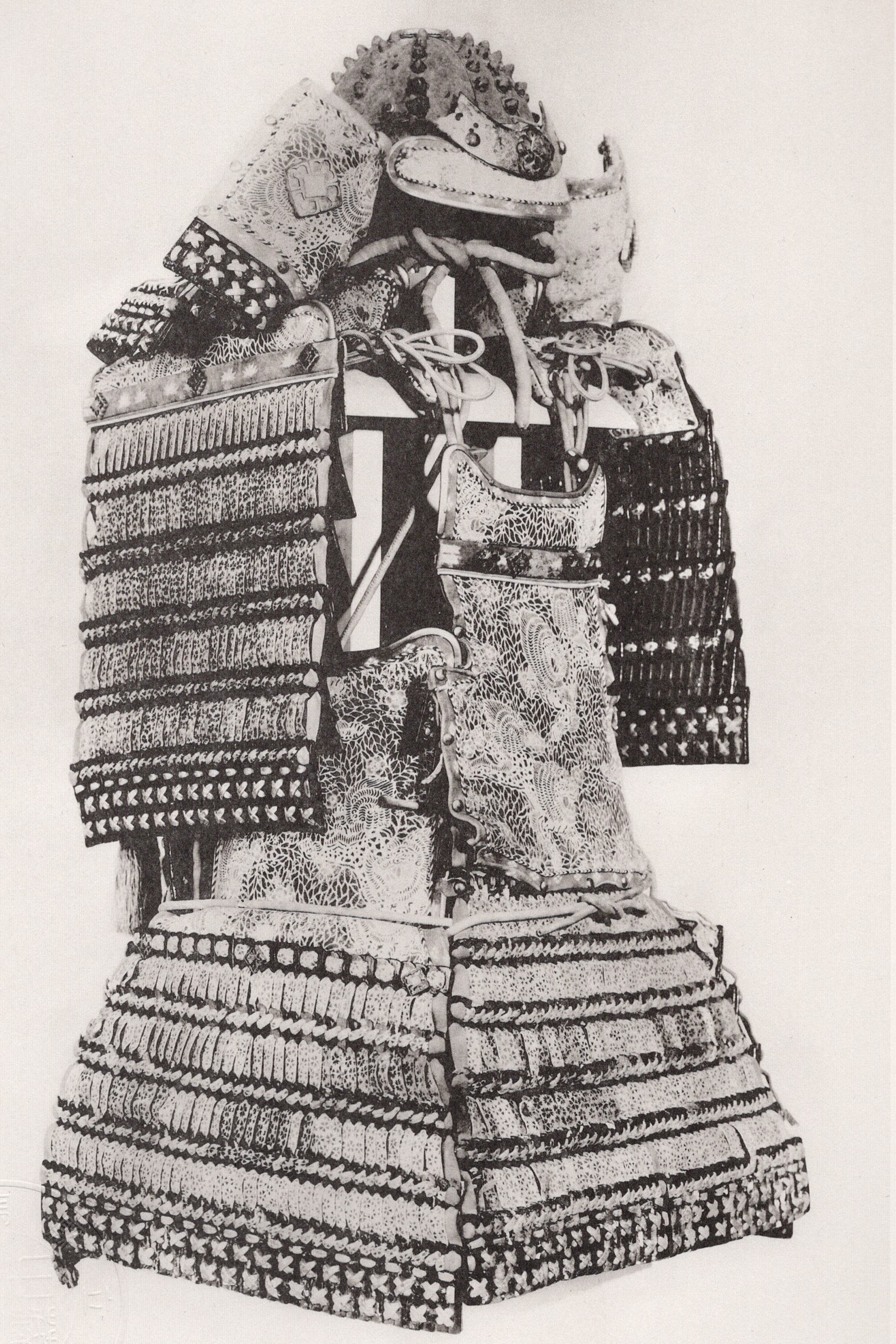
国宝・小桜韋威鎧 兜、大袖付

楯無（たてなし）とは、日本の大鎧の名前。清和源氏に伝来した源氏八領の一つで、平治の乱で失われたとされる。甲斐国の武田氏にも「楯無」という名の大鎧が伝来しており、武田氏の先祖・源義光から伝世するとも、拾われた源氏八領の一つであるとも伝承されている。

## 源氏重代の鎧
皇室や公家においては家門を表徴する宝器を直系子孫に相伝する慣習が行われていたが、平安時代後期以降は武家においても総領家嫡流では鎧や旗など家の表徴とされる武具を相伝する習慣が生まれる。清和源氏嫡流に代々伝えられた鎧の一つが楯無である。
『保元物語』には、源為義重代相伝の鎧・源氏八領の中の1つとして「楯無」の名が現れる。八領のうち薄金を為義が着用し、源太が産衣と膝丸の2領は敵方となった為義長男・義朝のもとに送られ、楯無を含む残り5領を為義の息子たちが着用したが、楯無を着用したのが誰かまでは記述がない。楯無は勝者となった義朝の手に渡ったとみられ、『平治物語』では平治元年（1160年）平治の乱の際に源義朝が楯無を身に付けたとある。そこでは楯無は黒糸威で獅子丸の裾金物が打ち付けられていると描写されている。敗れた義朝は、美濃路を逃走中、大雪により進むことが困難になった事から、身を軽くするために雪の中に楯無を脱ぎ捨てたとされている。
『甲陽軍鑑末書』には好事家の一説として、捨てられた楯無を石和四郎が拾って甲斐に持ち帰り甲斐武田氏の重宝となったという説が紹介されている。この説には批判が多く、新井白石は『本朝軍器考』巻9で武田氏の先祖は源義家ではなくその弟の源義光であることから、武田氏に伝来したのは様式が同じために源氏八領の楯無と同じ名前を与えられた別の鎧であると解釈している。また土肥経平も『本朝軍器考補正』で雪中から伊沢四郎宣景が拾って武田家に伝えたともされるが、実際には義光から伝来したもので源氏八領とは別物であるとしている。伊勢貞丈は『源家八領鎧考』で義光は嫡流ではないことから源氏八領の楯無が伝わることはなく、武田氏に伝来したのはその模造であると説明している。また、『平治物語』の楯無は黒糸威と描写されているが、菅田天神社に現存する武田家伝来の楯無は小桜韋黄返威であり、義朝着用の楯無と武田家伝来の楯無は別の物と考えられる。
これに対して、南北朝時代以降の武田氏惣領家は甲斐武田家ではなく安芸武田家であるとする黒田基樹の説、黒田説を批判しつつも甲斐が鎌倉府の傘下に入ったことで、室町幕府傘下の惣領家である安芸武田家と鎌倉府傘下の惣領家である甲斐武田家に分立したとする西川広平の説がある。その安芸武田家にも義光相伝の鎧が伝えられていたとされる。天文10年（1541年）に大内義隆の重臣・陶隆房が安芸武田家の没落させた際に接収した重宝の中に義光相伝の鎧があったという。義隆は厳島神社の神職棚守房顕を呼び寄せて鎧の寄進を申し入れ、房顕は同年5月18日にこれを受領して平重盛の鎧の例にならって宝物庫に納めたとする記録がある（『房顕覚書』天文十年条）。厳島神社が現在も所蔵する国宝黒韋威胴丸がその鎧とされている。

## 武田家の楯無

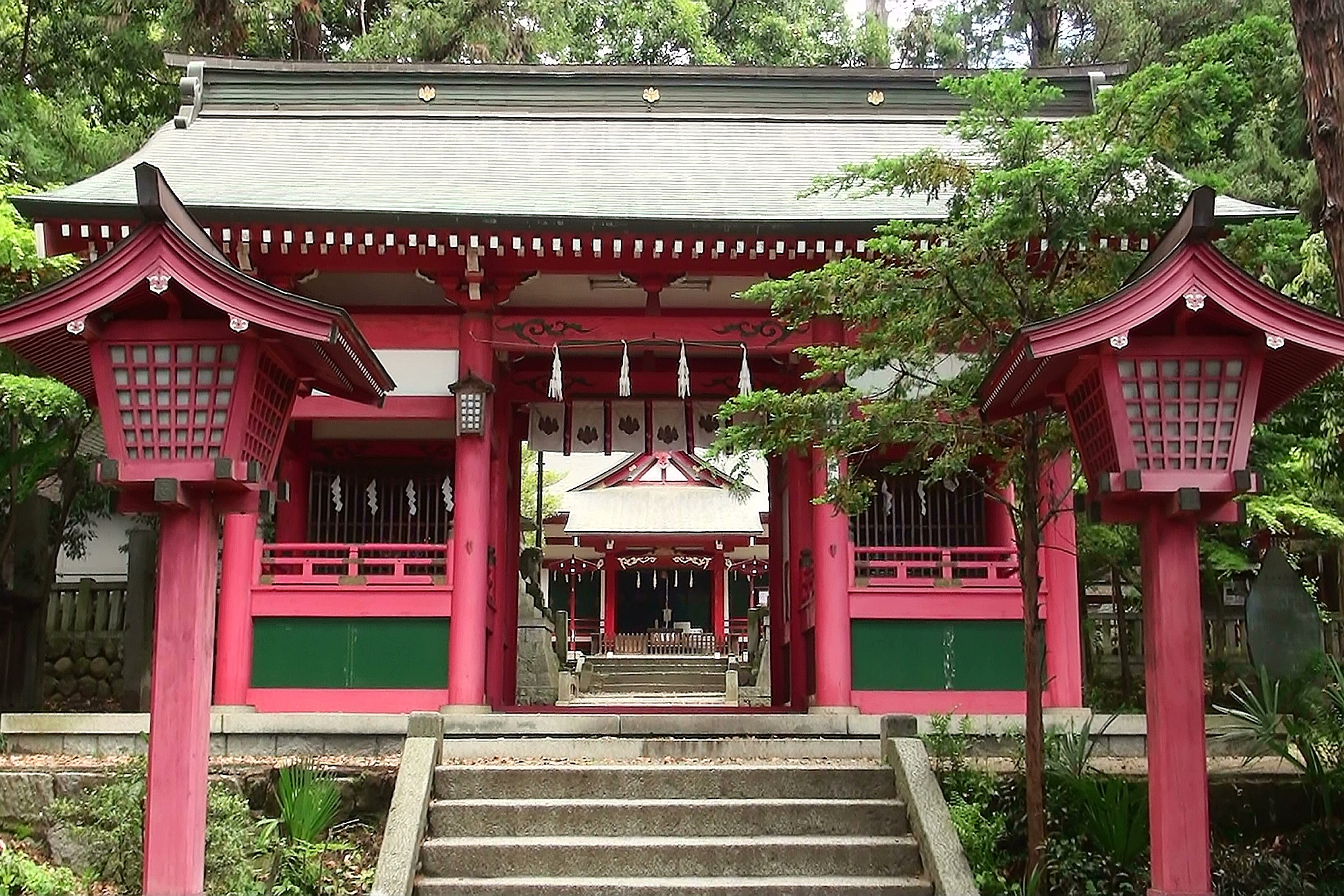
菅田天神社

### 楯無鎧の伝承と記録
楯無鎧は甲斐源氏の始祖新羅三郎義光以来、甲斐源氏の惣領武田氏の家宝として相伝された「楯無」の号を持つ鎧で、御旗（）と呼ばれる義光から受け継いだ日章旗と対になっている。御旗は甲州市塩山上萩原の雲峰寺に所蔵されている。
戦国時代には、戦国大名となった武田氏の家中で神格視され、御旗楯無に対して「御旗楯無も御照覧あれ」と誓い出陣したという。武田信玄は楯無鎧を鬼門鎮護のため甲府から北東にあたる山梨郡於曽郷（甲州市塩山上於曽）の菅田天神社宝殿に納め、武田氏の一族である於曽氏が管理し必要に応じて持ち出されたという。
天文8年（1539年）の奥書のある『見聞諸家紋』には、源頼義が永承5年（1050年）に安倍頼時を討伐した際に、神託によって御旗と住吉社に納められていた三韓征伐の際に神功皇后が用いた甲冑を与えられたとある。これが後の楯無で、その裾に松皮菱の紋があったことから、楯無と御旗を継承した新羅三郎義光の子孫は松皮菱を家紋としたとされている。『本朝武林原始』巻6にも同様の記述がある。
天正10年（1582年）、武田氏滅亡に際して武田勝頼の家臣の田辺左衛門尉により向嶽寺の杉下に埋められたという。その後、甲斐を領した徳川家康により回収され再び菅田天神社に戻され、江戸時代には盗難に遭い破損し、寛政10年（1798年）には補修、文政10年（1827年）に補修が行われたという。昭和27年（1952年）11月22日に「小桜韋威鎧 兜、大袖付」（こざくらがわおどしよろい かぶと、おおそでつき）として美術工芸品の区分で国宝に指定された。
楯無鎧に関する文献資料で最も古いのが甲府市太田町（旧地は一条小山）の時宗寺院である一蓮寺に伝わる『一蓮寺過去帳』で、鎌倉時代の当主武田信光の阿弥号を記した箇所には、「武田氏系図」を典拠に信光が射法と楯無鎧を相伝したことが記されている。
武田氏は鎌倉時代に信時流武田氏が安芸国守護職を継承し、甲斐では一族の甲斐一条氏が足跡を残し、南北朝時代に信時流武田氏が再び甲斐へ土着し甲斐守護職を継承している。『一蓮寺過去帳』編纂に際して用いられた「武田氏系図」は、現存する『一統系図』の前身となる系譜資料であったと考えられているが、『一統系図』では楯無鎧は信光以後に甲斐一条氏を経て信時流武田氏に相伝されたことが記されており、家督継承に際して嫡子に相伝される伝承は信時流武田氏の甲斐支配を正当化させるために成立したと考えられている。
また、戦国時代の永禄9年（1566年）に長野県上田市の生島足島神社に奉納された信玄への忠誠を誓う起請文には親族衆武田信廉をはじめ楯無鎧について記載されているものが含まれており、戦国時代には武田家臣団の間で楯無鎧が神格化されていたことが確認されている。
戦国期では他に楯無鎧について記されている文書や記録は見られず、近世には『甲陽軍鑑』をはじめとする軍学書や地誌類に楯無鎧に関する記録が見られる。『軍鑑』では武田信虎が自身の馬を所望する嫡男勝千代に対して「義広の御太刀」「左文字の刀脇指」「二十七代までの御旗・楯無」の相続を約束する逸話が記され、楯無については「新羅三郎御具足」であると説明されている。
また、『軍鑑』に拠れば勝頼期の天正3年（1575年）には長篠の戦いにおいて武田方が織田信長・徳川家康連合軍に敗北した際に、武田家臣団のなかで撤退論が主張されるなか、抗戦を主張する武田勝頼は楯無鎧に対して誓約を行い、反対していた家臣らもそれに従ったという逸話が記され、武田家当主が御旗・楯無に対して誓約したことは改変できないものであったという作法を説いており、『軍鑑』が成立した17世紀初頭にはこれらの伝承が成立していたと考えられている。
『武田三代軍記』では、楯無の霊験を示す逸話が記述されており、武田信昌と対立した跡部上野介が楯無を着用したが信昌が祈りを捧げて矢を射ると一箭で跡部を射殺したという。さらに、信昌が楯無を着用して家臣に矢を射かけさせても1本も鎧に矢が立つことはなかったという。武田氏の滅亡に際し、勝頼は跡継ぎの信勝が元服（鎧着初）を済ませていなかったことから、急いで陣中にあった楯無を着せ、そのあと父子で自刃したという悲話が残っている（ただし、現在の研究では信勝は天正7年（1579年）には元服を済ませていたと推定されている）。
その後楯無は勝頼の命を受けた田辺左衛門尉という者が於曽の地に持ち帰り、一時塩山の杉の木の下に埋めておき、その後菅田天神社に納められたとされている。

### 江戸時代の楯無
江戸時代中期の地誌類では、萩原元克『甲斐名勝志』では菅田天神社社殿内に楯無鎧が祀られていると記し、これを源頼義が後冷泉天皇から下賜された武田家累代の宝器としており、これは近世文献で楯無鎧が菅田天神社に伝来していることを記した初見であると考えられている。
文化11年（1814年）に成立した松平定能編『甲斐国志』は楯無鎧に関する多様な伝承を記している。『国志』によれば楯無鎧は源頼義が前九年の役に際して拝領したもので、新羅三郎義光から武田氏に伝来し軍神として崇拝されたという（巻109）。また、戦国期には鬼門封じのため菅田天神社に納められ、於曽氏により管理されたことを記し、武田滅亡の際に鎧が埋められた向嶽寺大杉の下は、かつで新羅三郎義光が楯無鎧を埋め、武田信重も出奔に際して鎧を埋めたという伝承を記しており（巻75「向嶽寺」）、楯無鎧を埋納したという伝承は近世文献において確認される。
また、『国志』では武田氏滅亡に際して、滅亡の地である田野から勝頼着用の鎧を回収して菅田天神社に納めて楯無鎧と称されたと記し、江戸時代の元文年間には青木昆陽（文蔵）が甲州を調査した際に鎧櫃を見聞し、これを契機に存在が知られ、観覧者が増加し盗難され破損する事件も発生したという（巻109）。
『国志』によればこの事故を受けて幕臣である清水時良（平三郎）、中村知剛（八太夫）により修復が企図され、寛政3年（1791年）から翌寛政4年には江戸で甲冑師明珍宗政・宗妙親子による修復が行われたという。『国志』には菅田天神社神職土屋将良（左衛門）からの伝聞情報を記した榊原香山による修復記録を収録しており、修復中には香山自身も鎧を実見している。

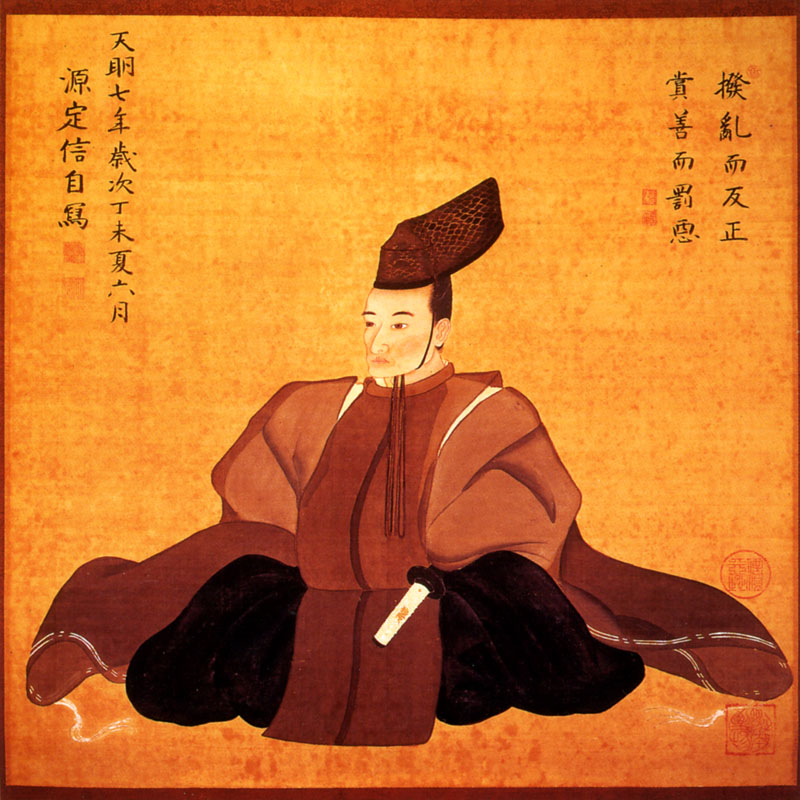
松平定信

同記録では楯無鎧の破損状況や修復に至る経緯が記されており、同じく『国志』に収録されている菅田天神社神職日記によれば、楯無鎧は寛政3年12月4日に江戸へ到着し、寺社奉行による内覧、12月18日には将軍徳川家斉による上覧を経たという。また、陸奥国白河藩主で幕府老中を務めた松平定信は、全国各地の書画や古器物・武具などを模写した『集古十種』を編集し、享和・文化初年に刊行されている。『集古十種』では楯無鎧に関しても記述されており、寛政4年（1792年）時点での破損していた状態の楯無鎧を図解で記している。楯無鎧は同年に修復され将軍の上覧を仰いでいるが、定信は楯無鎧の複製を作成し、寛政7年（1795年）に現在の福島県白河市の鹿島神社に奉納している。
『名勝志』『国志』などの記載から18世紀代には菅田天神社伝来の小桜韋威鎧鎧が武田家に相伝された楯無鎧であるとする認識が定着していたことが確認されるが、楯無鎧を所蔵する菅田天神社は府中八幡神社（現八幡神社）での交代祈祷を義務づけられた勤番社であったが、寛政3年に将軍家斉が楯無鎧を上覧した際には天正11年に徳川家康が鎧を上覧したという由緒を紹介しており、文化14年（1814年）には将軍朱印状を得て勤番役を免除されており、楯無鎧に関する伝承の成立と菅田天神社の自立が連動していることが指摘される（注3西川論文・西田かほる「楯無鎧をめぐる伝承の実体化」『口頭伝承と文字文化』（2009、思文閣）、菅田天神社が勤番役体制から自立した課程については西田かほる「近世後期における社家の活動と言説-甲州国中・菅田天神社文書を素材として-『史学雑誌』（1997）。

### 形態
菅田天神社に現存する楯無鎧は明治以来一般公開されることが少なく、美術史においては江戸時代の再生品とも評されていたが、近年には山梨県立博物館におけるレプリカ作成のため詳細な調査が行われ、山梨県立博物館や甲府市の武田神社宝物館に複製品が展示されている。(菅田天神社の楯無鎧は、年一回程度わずか数時間のみ限定的に一般公開されている。)
平安時代後期製作の兜鉢や金具など大鎧の鉄製部分が再利用され、鎌倉時代中期に仕立てられた鎌倉様式の鎧で、南北朝時代から戦国時代にかけて補修が施されている。また、伝承に見られる埋納された形跡も認められていない。
「小桜韋威」とは、藍で桜の花弁を現した小桜文様で小札を韋威すことを意味するが、実際にはさらにキハダで黄返しを施した「小桜韋黄返威鎧」であると指摘される。韋威の大半は江戸時代の補修時のものであるが、わずかに当初のものが残り、平安・鎌倉時代の大鎧の様式を基本に補修が行われた各時代の様式を残している。

## 関連文献
- 西田かほる「楯無鎧をめぐる伝承の実体化」『口頭伝承と文字文化』（2009、思文閣）